# Tájékozódási sportok

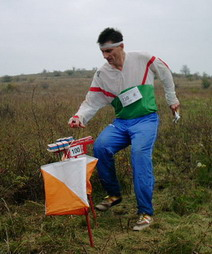
Egy tájfutó verseny résztvevője

A tájékozódási képesség az állatok természetes adottsága. Az ember fejlődése során jelentős mértékben elvesztette ösztönös tájékozódási képességét, ezért különböző segédeszközöket (térkép, tájoló, óra, csillagászati eszközök, GPS) hozott létre, hogy a létfontosságú tájékozódási feladatokat meg tudja oldani. Ezeknek az eszközöknek és a különböző sporttevékenységeknek ötvözeteként jöttek létre a különböző tájékozódási sportok.

## Tájfutás
A tájfutásban a versenyzőnek térkép és tájoló segítségével a térképen feltüntetett ellenőrzőpontokkal kijelölt pályán, a pontokat többnyire előírt sorrendben érintve, a legrövidebb idő alatt kell végigfutni. A versenyző az ellenőrzőpontok között maga választja meg az útvonalát.

## Tájékozódási túraverseny
A természetjárók, túrázók versenye a gyalogos természetjáró tájékozódási túraverseny. Ez olyan verseny, amely a természetjárás keretein belül lehetőséget ad tájékozódási képességünk fejlesztésére, a fizikai kondíciónk javítására, továbbá arra, hogy a résztvevők versenyszerűen összemérjék szellemi-fizikai felkészültségüket a szabad természetben történő tájékozódásban.
A tájékozódási túraversenyeket a tájfutó versenyen is használt tájfutó térképeket használva rendezik meg, és az alapvető versenyfeladat is azonos: ismeretlen terepen térkép alapján kell adott sorrendben megkeresni a kijelölt pontokat. Az alapvető különbség a tájfutó- és a tájékozódási túraversenyek között, hogy míg az előbbinél a győztes az, aki a leggyorsabban teljesíti a pályát, addig a  tájékozódási túraversenyen egy előre megadott menetidő alatt kell a pályát teljesíteni, és a menetidőtől történő eltérést késés és sietés esetén egyaránt büntetőpontokkal honorálják.

## Sítájfutás
A sítájfutás a sífutás és a tájfutás keveréke. A sítájfutó versenylécek nem különböznek a sífutóversenyeken a korcsolyázáshoz használtaktól, a tájékozódás pedig megegyezik a tájfutásnál, illetve - még inkább - a tájkerékpárnál alkalmazottal. A verseny nagyrészt (99%) előre kihúzott sínyomokon zajlik.

## Trail-o
Mozgássérültek számára kidolgozott tájékozódási versenyforma, amely nem mozgássérültek számára is kiváló lehetőség tájékozódási tudásuk fejlesztésére. A rajtban kapott térkép alapján kell megadott sorrendben a kijelölt útvonalon megközelíteni az úgynevezett "nézőpontokat". A nézőpontból "nézve" a megkapott pontmegnevezés és a térkép alapján ki kell választani azt a pontot, amely a térképen jelölt helyen van, és a versenyzőkartonon a megfelelő választ kell megadni.

## Lovas tájékozódás
A lovas tájékozódás során a versenyzőnek lovon, nyeregben, térkép és tájoló segítségével a megadott sorrendben kell érinteni a térképen bejelölt ellenőrzőpontokat.
Cél a kijelölt pályán a legrövidebb idő alatt végiglovagolni. A versenyző az ellenőrzőpontok között maga választja meg az útvonalát.
A versenyeken a pontos térképolvasásnak, a helyes útvonalválasztásnak kell ötvöződnie a kiváló lovas tudással és a pálya gyors, pontos leküzdésével.

## Tájékozódási búvárúszás
A tájékozódási búvárúszás “szabadvízi” sportág. A versenyeket tavakban, víztárolókban rendezik. A versenyszámok során a cél: leggyorsabban végighaladni a kijelölt pályán (teljes egészében a víz alatt). A versenyzők felszerelése az uszonyon és a sűrített levegős légzőautomatán kívül tájolóval és méterszámlálóval egészül ki.